# Бадолато
Бадолато (італ. Badolato, сиц. Badulatu) — муніципалітет в Італії, у регіоні Калабрія, провінція Катандзаро.
Бадолато розташоване на відстані близько 510 км на південний схід від Рима, 38 км на південь від Катандзаро.
Населення — 3134 особи (2014).
Щорічний фестиваль відбувається 10 листопада. Покровитель — Sant'Andrea Avellino.

## Демографія
Населення за роками:

Станом на 1 січня 2023 року в муніципалітеті офіційно проживало 178 іноземців з 37 країн, серед них 50 громадян країн Євросоюзу та 1 громадянин України.

## Сусідні муніципалітети
- Броньятуро
- Іска-сулло-Йоніо
- Сан-Состене
- Санта-Катерина-делло-Йоніо